# Belfast Lough

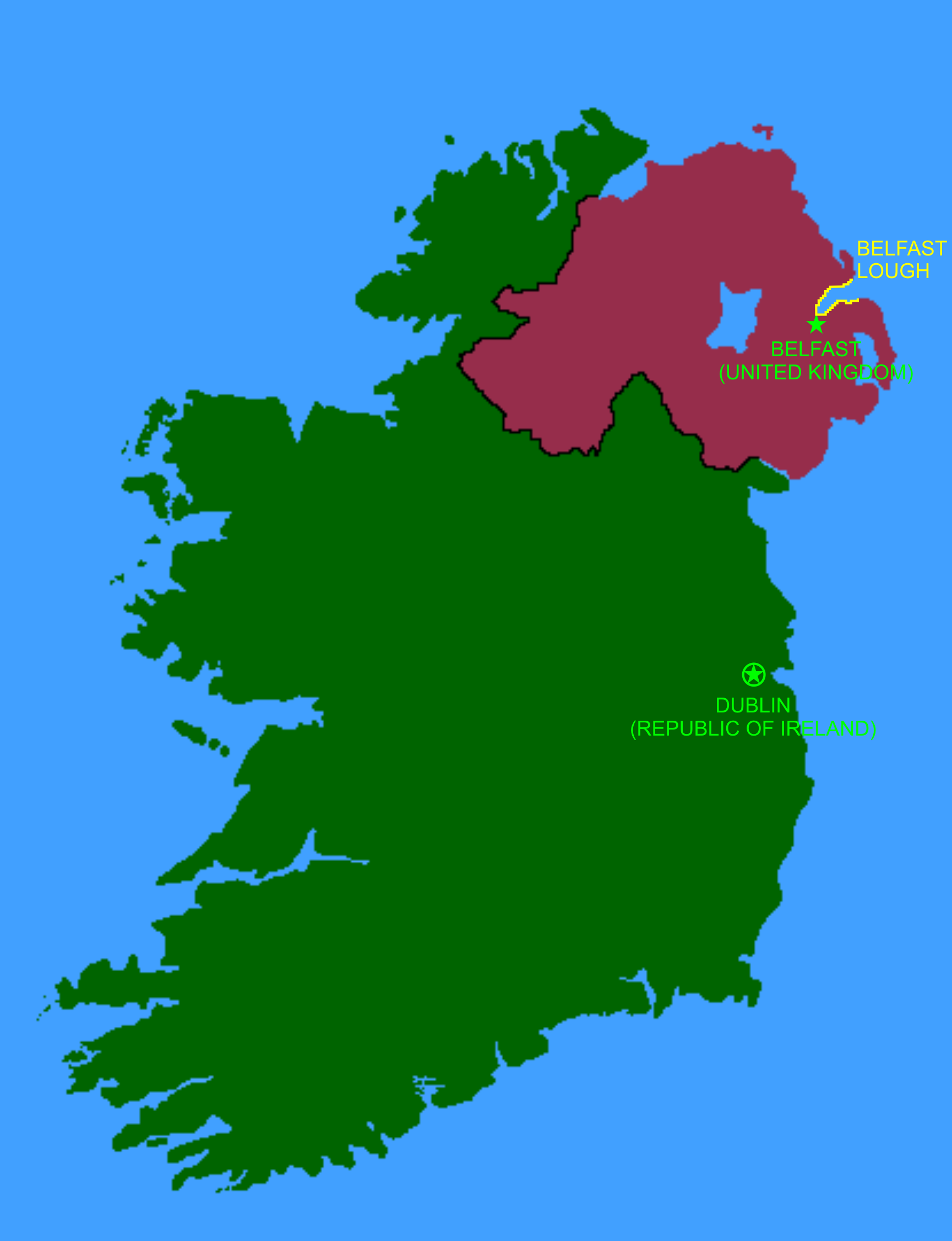
In het geel, in het uiterste noordoosten van Ierland de Belfast Lough

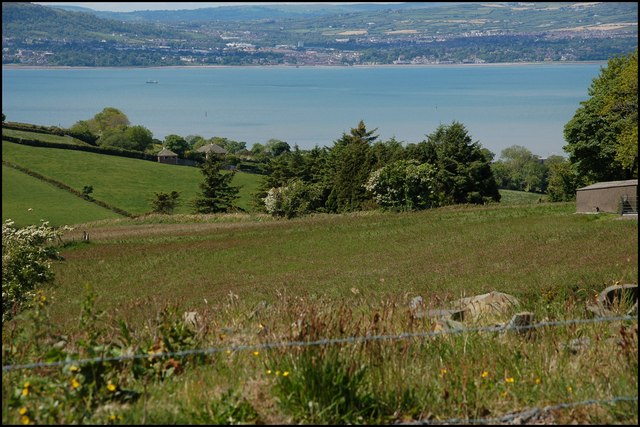
Zicht op Belfast Lough, vanuit het zuidwesten

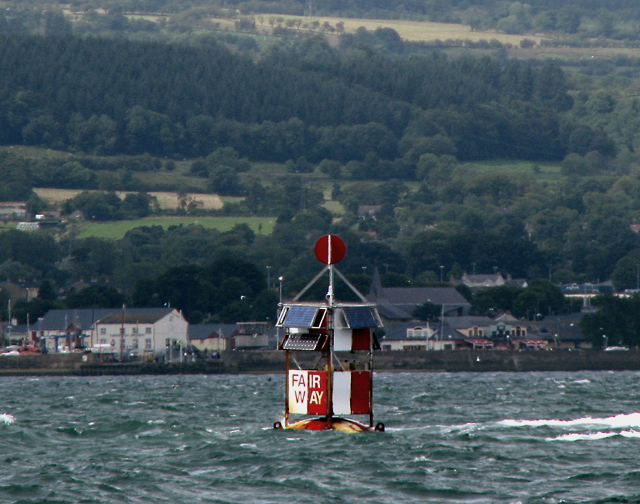
Belfast Fairway Buoy, boei van belang bij het regelen van het scheepsverkeer in de Belfast Lough

Belfast Lough (Iers: Loch Lao) is het estuarium van de Lagan. De Lagan stroomt in Belfast Lough net ten noordoosten van Belfast en deze zee-engte is op zijn beurt 21 km meer naar het noordoosten verbonden met de North Channel, de zee-engte tussen de Atlantische Oceaan en de Ierse Zee. Dwars door het estuarium loopt de oude countygrens tussen County of Antrim in het noorden, nu het district Mid and East Antrim en County of Down in het zuiden, nu het district Ards and North Down.
Belfast Lough is een lange, brede en diepe inham, vrijwel vrij van sterke getijden. Het binnenste gedeelte van de lough bestaat uit een reeks wadplaten en lagunes. De buitenste laag is beperkt tot voornamelijk rotsachtige kusten met enkele kleine zandbaaien. De buitenste grens van de lough is een lijn die Orlock Point en Blackhead verbindt.
De belangrijkste kustplaatsen zijn Bangor aan de zuidelijke kust en Carrickfergus aan de noordkust. Andere kustplaatsen zijn Holywood, Helen's Bay, Greenisland en Whitehead.
De Belfast Lough is een druk bevaren scheepvaartroute met Belfast Harbour als veruit de belangrijkste haven van Noord-Ierland, goed voor een kwart van alle watertransport van en naar het volledige Ierse eiland. Naast vrachtschepen varen ook meerdere ferryverbindingen (naar Cairnryan in Schotland, Birkenhead bij het Engelse Liverpool en Douglas op het Isle of Man) en cruiseschepen van en naar de haven.
Meerdere zone's drasland rond het estuarium aan de noordelijke en de zuidelijke kustlijn zijn samen een 432,14 ha grote Ramsarsite, op 5 augustus 1998 geklasseerd onder de Conventie van Ramsar. Het gebied wordt beheerd door de Royal Society for the Protection of Birds. Men kan er onder andere tureluurs, scholeksters en grutto's observeren.